# Вергара, Дуван
Дуван Андрес Вергара Эрнандес (исп. Duván Andrés Vergara Hernández; род. 9 сентября 1996 года, Монтерия, Колумбия) — колумбийский футболист, нападающий клуба «Америка» (Кали).

## Клубная карьера
Вергара — воспитанник клуба «Энвигадо». 1 сентября 2015 года в матче против «Депортиво Пасто» он дебютировал в Кубке Мустанга. 12 марта 2016 года в поединке против «Агилас Дорадас» Дуван забил свой первый гол за «Энвигадо».
В начале 2019 года Вергара перешёл в аргентинский «Росарио Сентраль». 17 февраля в матче против «Тигре» он дебютировал в аргентинской Примере. 14 марта в поединке Кубка Либертадорес против чилийского «Универсидад Католика» Дуван забил свой первый гол за «Росарио Сентраль».
Летом того же года Вергара вернулся на родину подписав контракт с «Америкой» из Кали. Сумма трансфера составила 1,8 млн евро. 26 июля в матче против «Патриотас Бояка» он дебютировал за новый клуб. 18 августа в поединке против «Агилас Дорадас» Дуван забил свой первый гол за «Америку». 15 ноября в матче против «Альянса Петролера» он сделал хет-трик. В своем дебютном сезоне Вергара помог клубу выиграть чемпионат. В 2020 году в матчах Кубка Либертадорес против «Универсидад Католика» и бразильского «Интернасьонала» он забил три мяча. В том же году Дуван во второй раз стал чемпионом Колумбии. Летом 2021 года Вергара перешёл в мексиканский «Монтеррей». 26 июля в матче против «Пуэблы» он дебютировал в мексиканской Примере. 1 августа в поединке против УНАМ Пумас Дуван сделал «дубль», забив свои первые голы за «Монтеррей». 17 сентября в матче Лиги чемпионов КОНКАКАФ против «Крус Асуль» он забил гол. В том же году Вергара стал обладателем Кубка чемпионов КОНКАКАФ.

## Достижения
Командные
 УАНЛ Тигрес
- Победитель Кубка Мустанга (2) — Финалисасьон 2019, Клаусура 2020

 УАНЛ Тигрес
- Обладатель Кубка чемпионов КОНКАКАФ — 2021